# Tocro fumat
El tocro fumat (Odontophorus capueira) és una espècie d'ocell de la família dels odontofòrids (Odontophoridae) que habita la selva del nord-est del Brasil, est del Paraguai i nord de l'Argentina.